# 유니버설 로봇
유니버설 로봇(Universal Robots)은 덴마크 오덴세에 본사를 둔, 산업용 협동로봇을 제조하는 덴마크의 로봇공학 기업이다. 2015년, 미국 자동 테스트 장비 설계 및 제조업체 Teradyne에 인수되었다. 2022년 기준, 전 세계 협동로봇 시장에서 약 40~50%의 시장 점유율을 기록하고 있다.

## 역사
유니버설 로봇은 2005년 덴마크 오덴세에서 설립되었다. 덴마크 남부대학교에서 공동 연구를 진행하며 창립자들은 로봇 시장이 무겁고 비싸고 다루기 어려운 로봇이 지배하고 있다는 결론에 도달하였고, 로봇 기술을 중소기업이 사용할 수 있도록 하는 아이디어를 얻게 되었다.
2008년, 협동로봇 UR5이 덴마크와 독일 시장에 출시되었다. 한국 시장에 진출한 시기는 2016년이다.

## 제품
2008년 세계 최초로 협동로봇 상용화에 성공하였으며, 2024년 기준 전 세계적으로 9만대 이상의 협동로봇을 판매하며 글로벌 시장 점유율 1위를 기록하고 있다.